# Megalopigídeos
Megalopigídeos (em latim: Megalopygidae) é uma família de insectos da ordem Lepidoptera. Pertenece à superfamília Zygaenoidea. Possui 232 espécies descritas, divididas nas subfamílias Megalopyginae e Trosiinae.
- Trossinae:  É um grupo de Lepidoptera do Novo Mundo, predominantemente tropical, distribuído desde o sul dos Estados Unidos, passando pelo México e América Central, até o sul do Brasil e Argentina. A subfamília está ausente no Caribe e no Chile.[3]Possui 164 espécies em 20 gêneros.[2]
- Megalopyginae: Possui 65 espécies em 3 gêneros.[2]

## Etimologia

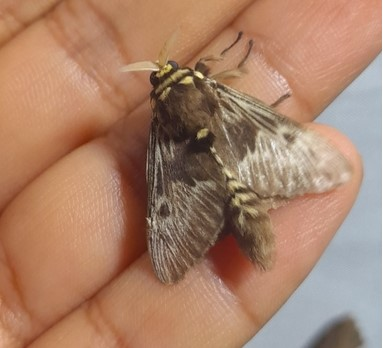
Gênero Megalopyginae

Megalopygidae (Mega: grande e pyge: nádega, parte posterior del cuerpo).

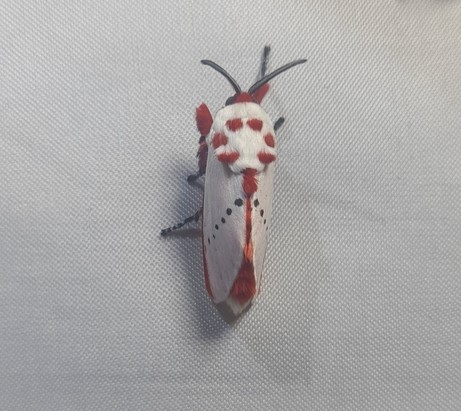
Gênero Trossinae

## Distribuição e habitat
Os Megalopigideos ocorrem na América do Norte e nos trópicos do Novo Mundo.

## Descrição
- Ovos

Em uma espécie de Megalopyge, os ovos apresentam cor amarela um pouco pálida, formato cilíndrico e polos arredondados, aderido fortemente ao substrato por um lado ou um polo com uma substância cimentante âmbar. A casca (corion) apresenta pequenas depressões dispersas por toda a superfície. As posturas  ocorrem em uma única camada, de várias dezenas de ovos dispostos longitudinalmente, um ao lado do outro, e cobertos por escamas semelhantes a pelos do abdômen da fêmea. As dimensões são 1,21 ± 0,02 mm de comprimento e 0,70 ± 0,02 mm de diâmetro (n=10).
- Larva

As larvas possuem o corpo revestido por cerdas densas. A maioria das cerdas é longa e sedosa, não sendo urticantes. No entanto, entre elas, encomtram-se cerdas menores, pontiagudas e robustas, capazes de inoculador substâncias urticantes produzidas por glândulas de veneno localizadas em sua base. Diferentemente de outros lepidópteros, que possuem 5 ou menos pares de propés, as larvas de Megalopygidae apresentam 7 pares.
- Casulo e pupa

O casulo  de uma Megalopyge, ao final de seu desenvolvimento, é bege acinzentado, com formato afilado e geralmente aderido ao um ramo. Apresenta uma protuberância dorsal e uma segunda camada interna mais densa, entrelaçado com os pelos da lagarta. A extremidade anterior do casulo é fechada por um opérculo de seda, que será rompido pelo adulto.
A pupa de uma Megalopyge, apresenta coloração bege amarelada, com abdômen mais claro. Os segmentos abdominais 4-6 móveis e os tergitos abdominais possuem espinhos pequenos na região anterior. O cremaster(estrutura localizada na extremidade posterior do abdômen da pupa)é reduzido a um grupo de ganchos no décimo segmento abdominal(A10). Há dimorfismo sexual nas ceratotecas e incisões genitais As dimensões são 11 ± 1,2 mm x 5 ± 0,2 mm (n=5).
- Adultos

As mariposas adultas são robustas, geralmente de tamanho médio, com envergadura alar entre 5 e 8 cm. Algumas espécies são menores, com até 2 cm; enquanto outras maiores podem atingir 11 cm de envergadura. A coloração é variável, com indivíduos totalmente brancos ou cinzas, apresentando manchas pretas ou marrons, coloridas de róseo ou vermelho, geralmente de aspecto acetinado ou aveludado. Compartilham com a família Aididae a presença de uma depressão no tórax e um par de esporões tibiais nas pernas meso e metatorácica. O ciclo de vida pode ser longo, com uma ou mais gerações por ano.

## Chave de identificação[14]
- Chave de identificação para a familia

1.    Asa anterior com R2 , R3 , R4 e R5 com pedúnculo único partindo da célula discal ..................... ................... Megalopygidae
- Chave de identificação para as subfamílias que ocorrem no Brasil

1.1 Probóscide curta, em geral menor que a largura da cabeça. Asa posterior com Sc+R1 e Rs fundidas pelo menos até metade       do comprimento da célula discal ......................................................................................................................................... Trosiinae
1.2 Probóscide ausente. Asa posterior com Sc+R1 e Rs fundidas até a extremidade distal da célula discal (fêmeas) ou livres    (machos) ..................................................................................................................................................................... Megalopyginae

## Espécies no Brasil
Na página de iNaturalist, foram registradas um total de 79 espécies em nível de Pesquisa : 
Megalopyge lanata, Podalia orsilochus, Megalopyge albicollis, Podalia walkeri, Megalopyge basalis, Podalia albescens, Trosia fumosa, Trosia misda, Megalopyge undulata, Megalopyge urens, Podalia fambri, Trosia semirufa, Trosia dimas, Megalopyge nuda, Podalia dimidiata, Edebesa purens, Podalia fuscescens, Podalia guaya, Norape beggoides, Podalia thanatos, Megalopyge amita, Thoscora acca, Podalia mallas, Megalopyge radiata, Megalopyge tharops, Megalopyge braulio, Mesoscia pascora, Trosia donckieri, Trosia fallax, Endobrachys revocans, Norape nigrovenosa, Podalia intermaculata, Podalia nivosa, Norape undulata, Edebessa corinneae, Megalopyge uruguayensis, Trosia semirufa, Thoscora ribbei, Megalopyge opercularis, Endobrachys cratoplastis, Edebessa circumcincta, Podalia amarga, Thoscora chrysogastra, Megalopyge phadima, Thoscora rufa, Podalia annulioes, Mesoscia unifasciata, Podalia gamelia, Trosia anax, Podalia tympania, Proterocladia roseata, Megalopyge ovata, Megalopyge megalopygae, Thoscora brugea, Norape argyrorrhoea, Mesoscia lorna, Thoscora pellucida, Macara argentea, Norape cingulata, Endobrachys placida, Aithorape roseicornis, Megalopyge hina, Norape puella, Aithorape albicostata, Norape venata, Trosia incistata, Mesoscia terminata, Edebesa bicolor, Macara nigripes, Norape glabra, Norape miasmoides, Norape vesta, Podalia lanocrispa, Megalopyge obscura, Norape cretata, Endobrachys placidula, Endobrachys pulchellula, Thoscora xanthogastra e Repnoa Amazonica. 

## Importância
- Econômica

Algumas espécies de Megalopigídeos são economicamente importantes, como Megalopyge lanata (Cramer) cujas larvas podem causar danos significativos em abieiro, algodoeiro, algodoeiro-bravo, amendoeira-da-praia, assaçú, cajueiro, goiabeira, laranjeira-azeda, laranjeira-doce, mamoneira, pau-santo, pessegueiro, roseira e videira. As larvas são frequentemente parasitadas por inimigos naturais, como moscas Tachinidae, vespas apócritas e nematódeos.
- Médica

As larvas possuem cerdas urticantes, com estemas distribuídos de forma semelhante. O contato causa dor e inflamação rápida local, além de dor nos gânglios linfáticos regionais que drenam o membro afetado.

## Limitações
Atualmente, o conhecimento sobre a família Megalopygidae é limitado, com poucos estudos sobre sua biologia, ecologica, comportamento e distribuição geográfica. A maior parte da pesquisa é relacionado com à saúde pública, devido às espécies urticantes. 